# Отоще
Отоще (словен. Otošče) — поселення в общині Дівача, Регіон Обално-крашка, Словенія. Висота над рівнем моря: 325,2 м.